# Cupaniopsis napaensis
Cupaniopsis napaensis är en kinesträdsväxtart som beskrevs av F. Adema. Cupaniopsis napaensis ingår i släktet Cupaniopsis och familjen kinesträdsväxter. Inga underarter finns listade i Catalogue of Life.